# 何忠
何忠（？—1426年），字廷臣，湖廣江陵人。明朝政治人物。
永樂九年（1411年）辛卯科二甲第四名进士。拜监察御史，其为人廉洁谨慎，后出任交趾承宣布政使司政平州知州，后因黎利叛變被俘，不屈而亡，谥忠节。